# Ru (idraulica)

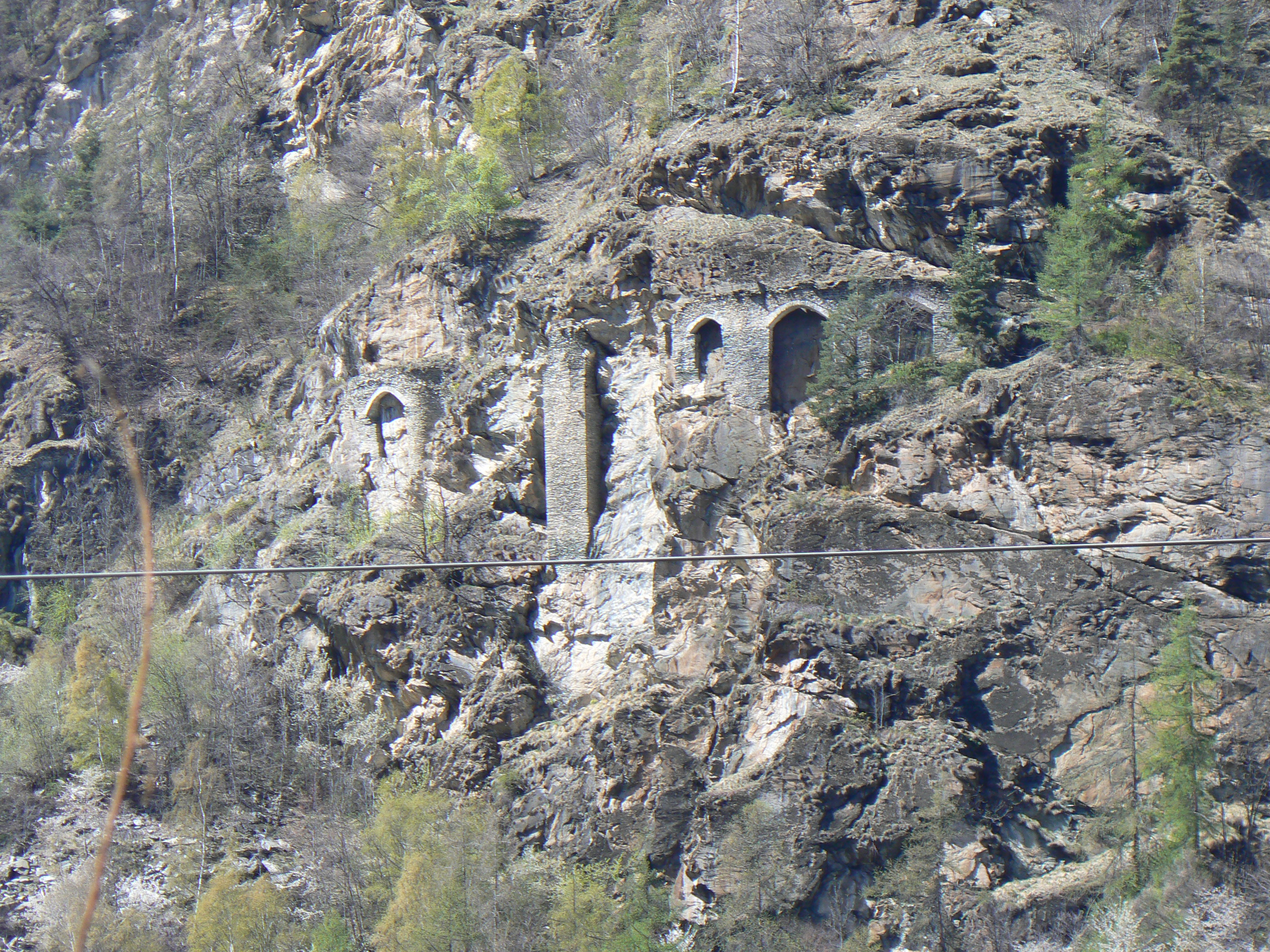
Il Ru du Pan Perdu (Antey-Saint-André)

Un ru (pron. rü, fr. AFI: [ʁy], ortografato talvolta come rû, plurale rus) è un canale irriguo di piccola portata costruito in ambiente alpino per portare l'acqua dai torrenti delle valli laterali ai terreni agricoli da irrigare sui pendii aridi della valle centrale.

## Denominazione
Il termine ru designa i canali presenti in Valle d'Aosta e in Piemonte (Canavese). Altrove sono denominati nei seguenti modi: in Alto Adige sono chiamati Waale, in Val di Sole Léc e in Val di Non Léz, in Vallese (Svizzera) bisses nella parte francofona e Suonen in quella germanofona, nei Grigioni (Svizzera) Flurbewässerung. Queste strutture sono presenti anche in altre regioni alpine, come nel Briançonnais, dove vengono identificati come canali.

## In Valle d'Aosta
In Valle d'Aosta i ru principali sono stati costruiti tra il XIII ed il XV secolo. Alcuni sono tuttora utilizzati e vengono mantenuti efficienti da personale specializzato. Quelli abbandonati in fase di costruzione o nel corso dei secoli, invece, prendono il nome dal francese di Ru du pain perdu, letteralmente canali del pane perso: pane perso allude al pane sprecato per dar da mangiare a una persona che si rivela sfaticata e non se lo guadagna, ma qui riferito al canale per metalessi, a indicare un'opera che ha necessitato tanto lavoro senza aver reso in cambio il servizio per la quale è stata costruita. Altra denominazione conosciuta è Ru mort. Per estensione (metonimia), il nome di ru viene dato anche ad ogni branca del canale principale, fino a quelle piccolissime che portano l'acqua ad un singolo appezzamento.
I ru hanno avuto ed hanno tuttora un ruolo importante nell'economia valdostana, permettendo di coltivare terreni troppo in pendenza per potere trattenere l'acqua e in zone troppo esposte al dilavamento improvviso e in generale toccate da scarse precipitazioni.
La loro importanza è attestata anche dalla manutenzione dei ru eseguita un tempo collettivamente attraverso le corvée e in particolare per la figura del "controllore dei ru" o custode delle acque (revé in dialetto valdostano), un vero e proprio esperto addetto all'apertura e alla chiusura delle chiuse per la distribuzione dell'acqua tra i diversi appezzamenti.
Nel XX secolo si è iniziato a intubare alcuni i ru, mentre molti tracciati, spesso panoramici, sono diventati sentieri apprezzati dagli escursionisti.

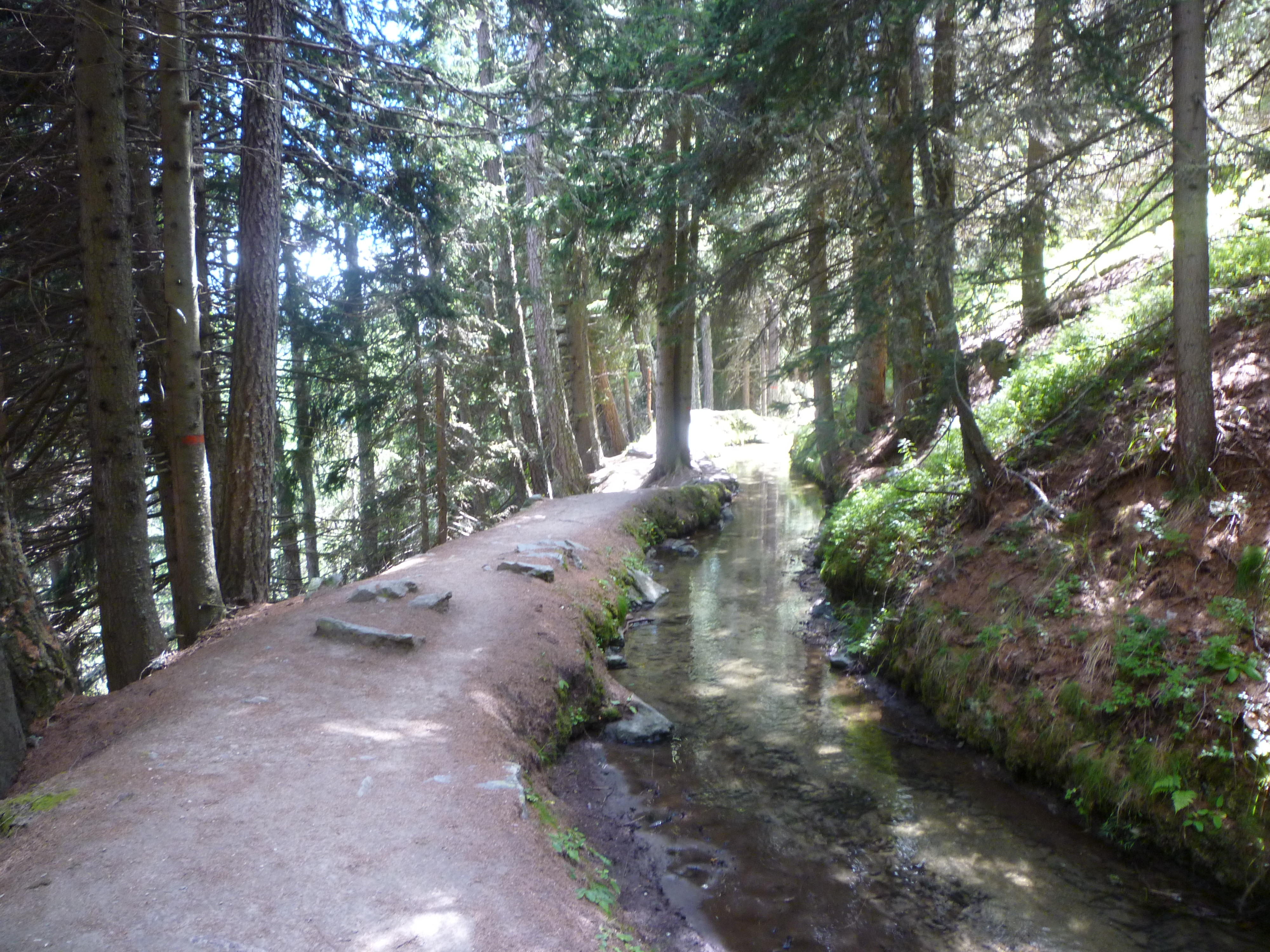
Il ru Courtaud (Ayas).

### Principalirudella Valle d'Aosta
- Ru d'Arlaz e ru Herbal, nei comuni di Challand-Saint-Anselme, Challand-Saint-Victor, Montjovet e Brusson
- Ru Courtaud (o Courtod, o d'Amay), nei comuni di Ayas e Saint-Vincent
- Ru de la Plaine, nel comune di Châtillon
- Ru de Verrayes, nei comuni di Torgnon e Verrayes
- Ru de Chandianaz, nei comuni di Châtillon, Saint-Denis e Chambave
- Ru Marseiller, nei comuni di Antey-Saint-André, Saint-Denis e Verrayes
- Ru Prévôt, nei comuni di Aosta e Saint-Christophe
- Ru du Mont, nei comuni di Ollomont e Doues
- Ru de By, nei comuni di Ollomont, Doues e Allein
- Ru de Menouve (o Ru d'Allein), nei comuni di Etroubles e Allein
- Ru d'Éternon, nel comune di Etroubles
- Ru de Vuillen (o Rû Chaffières), nel comune di Saint-Rhémy-en-Bosses
- Ru Neuf, nei comuni di Etroubles e Gignod
- Ru de la Charbonnière, nel comune di Avise
- Ru Supérieur, nel comune di Gressan
- Grand Ru, nel comune di Rhêmes-Notre-Dame
- Ru Pompillard, da Aosta a Valpelline

### Principaliruabbandonati della Valle d'Aosta
I più noti Rus du pan perdu sono:
- Il Ru du pan perdu nel comune di Antey-Saint-André
- Il Ru du pan perdu nel comune di Châtillon

Nella Valtournenche ve ne sono due ancora ben visibili: l'uno sulla destra orografica che irrigava presumibilmente i pianori di Verrayes, l'altro sulla sinistra orografica che solca ancor oggi la collina di Châtillon.
Lungo il Ru du pan perdu di Antey-Saint-André sono ancora ben visibili gli archi che sorreggevano il suo tracciato a fianco del villaggio di Navillod e sopra a quello di Berzin, ma non vi è traccia alcuna del vecchio alveo che tagliava le terre coltivate comprese tra questi due punti: è probabile che la necessità di sfruttare ogni più piccolo pezzo di terra coltivabile spingesse i contadini a colmare e a mettere a coltura i tratti di ru non più utilizzati. Tale pratica era ancora in uso alla metà del Settecento.